# Poa tibeticola
Poa tibeticola är en gräsart som beskrevs av Norman Loftus Bor. Poa tibeticola ingår i släktet gröen, och familjen gräs. Inga underarter finns listade i Catalogue of Life.